# Blutjungs
Die Blutjungs sind eine Pop-Band aus Aschaffenburg. Die Band bezeichnet ihren Musikstil selbst als "Splatterpop", einzelne Songs sind jedoch auch als Schlager, Punk, Country, New Wave, Gothic oder Metal einzuordnen. Die Band entstand 1996 als Nebenprojekt zu Carlos Mogutseu, für die Martin Grossmann bereits Musik und Texte schrieb. Ansgar Hugo verließ die Band im Herbst 2000, angeblich wegen eines Haftaufenthaltes in El Salvador, und wurde durch Jochen U. ersetzt, welcher später für den aktuellen Gitarristen Tito weichen musste.
Der Selbstdarstellung nach sind alle Mitglieder immer noch 18 Jahre alt.

## Live-Auftritte
Die Blutjungs absolvieren jährlich zwischen 50 und etwa 100 Live-Shows und traten früher hauptsächlich im süddeutschen Raum (Karlsruhe, Stuttgart, München, Ulm), vereinzelt auch in Norddeutschland und Österreich auf. Seit der Veröffentlichung des Albums Godzilla auf Speed im Jahr 2009 kommen jedoch verstärkt Auftritte im kompletten Bundesgebiet hinzu. An einigen Veranstaltungsorten, etwa dem AKK in Karlsruhe und dem Jukuz in Aschaffenburg, findet jährlich mindestens ein Konzert statt.
Auf der Bühne nutzen die Bandmitglieder gerne unterschiedliche Stilelemente: Sänger Großmann spielt durch das Tragen von hochhackigen Lederstiefeln, Latex-Hosen, eng anliegenden T-Shirts und Schminke bewusst mit einer nicht vorhandenen Homosexualität. Gitarrist Tito bevorzugt einen schwarzen Anzug mit Kollar (ähnlich einem Pfarrer), Bassist und Schlagzeuger orientieren sich dagegen eher an Punk und Metal. Bei größeren Veranstaltungen wird die Band gelegentlich durch zusätzliche Personen unterstützt, etwa einer Stripperin.
Um die "notwendige Grund-Aggression" zu schaffen, eröffnet Großmann die Konzerte durch kreatives Beleidigen des Publikums, der Stadt und der umliegenden Region. Bislang hinterließ jedoch lediglich Würzburg einen "bleibenden Eindruck" und wurde in einem Songtext verewigt (Keyboarder). Die Menge wird offen zu einer Gegenreaktion aufgefordert, gerne gehörte Rufe sind etwa "Schwuchtel" und "Arschloch". Der Sänger interagiert während der Performance sehr stark mit dem Publikum, beispielsweise durch aufdringliches Flirten mit weiblichen Fans.

## Texte
Alle Songs stammen von Sänger Martin Großmann. Wiederkehrende Themen sind Mord und Totschlag (z. B. Spielplatzmörder), Hass und Gewalt gegen gesellschaftliche "Minderheiten" (Skateboard-Fahrer in Friss dein Brett, Keyboard-Spieler und Einwohner von Würzburg in Keyboarder) sowie Haustiere (Katzenwegwerflied und Katzenjagd), Drogenmissbrauch, sexuelle Perversionen aller Art (Fred der Metzger) sowie psychische Störungen (Wahnvorstellungen in Das Monster aus der grünen Lagune, Kannibalismus in Innenarchitekten).
Die Texte sind jedoch als Satire bzw. Schwarzer Humor ausgelegt und werden in scheinbar unpassenden Musikstilen vorgetragen. Großmann kann laut eigener Aussage kein Blut sehen und veröffentlichte 2001 die thematisch zu den Song-Texten passende Kurzprosa- und Lyrik-Sammlung Doppelmond: Kurzprosa von Seelenpein und Todeslust.
Auf dem 2009 erschienenen Album "Godzilla auf Speed" finden sich erstmals mehr oder weniger offene Anspielungen auf andere deutsche Bands, z. B. Die Toten Hosen (GTHFM), Oomph! (König der Nacht) und Die Ärzte (Junge, Junge).

## Diskografie

### Alben
- 1997: Kinderteller[6]
- 2001: Beiss mich, Baby
- 2005: Alarm für Riegel 7!!!!
- 2009: Godzilla auf Speed
- 2017: Saufpferdchen
- 2024: Süßes Oder Saures